# Почётные граждане Шадринска
Почётный гражданин города Шадринска — высшее звание муниципального образования — город Шадринск, которое присваивается гражданам за большой личный вклад граждан в экономическое, социальное и культурное развитие муниципального образования — город Шадринск.
Присвоение звания «Почётный гражданин города Шадринска» производится один раз в год ко Дню города. В исключительных случаях звание может быть присвоено в другое время.
Гражданам, удостоенным звания «Почётный гражданин города Шадринска», в торжественной обстановке вручается свидетельство, удостоверение и нагрудный знак «Почётный гражданин города Шадринска» с наградной лентой. Фотография Почётного гражданина города Шадринска и очерк о нём публикуется в газете «Исеть».
Этого звание могут быть удостоены граждане Российской Федерации, граждане других государств, либо лица без гражданства.

## Описание нагрудного знака
Знак представляет собой прорезной (сквозной) медальон в виде венка из двух лавровых ветвей, дополненных декоративными элементами и увенчанных вверху башенной (мурованной, личной кладки) муниципальной короной о трёх зубцах, а также двумя лентами с надписями:
- на верхней, исходящей из-под короны и располагающейся справа относительно шкальной оси знака — дата «1712»;
- на нижней — слово «ШАДРИНСК».

Край нижней ленты является подножием для гербовой фигуры Шадринска — бегущей куницы. Общая высота знака вместе с колодкой — 63 мм, размер колодки — 16×28 мм, медали — 47×33 мм.
На оборотной стороне медальона наносится номер знака.
Знак (медальон) при помощи фигурного ушка, расположенного над короной, соединяется с колодкой. Колодка имеет вид картуша с полукруглым верхним краем и двумя завитками по углам и двумя надрезами: один — на левой, а другой — на правой сторонах картуша. На колодке надпись в две строки: «Почетный Гражданин». В нижней части колодки (под надписью) в заострённом выступе нижнего контура колодки — отверстие для промежуточного звена (кольца), при помощи которого к колодке подвешен медальон.
Все элементы знака изготавливаются из серебра, при этом медальон позолочен — кроме лент с надписями, на которых металл остается естественного (серебристого) цвета. Литеры всех надписей заполнены чёрной эмалью. Для ношения знака на оборотной стороне колодки имеется булавочное крепление.

## Почётные граждане Шадринска
- В 1903 году «…за труды по ходатайству о проведении на г. Шадринск железной дороги» почётным гражданином Шадринска стал Лещёв, Александр Алексеевич (1858—1914).
- Почётным гражданином Шадринска был депутат IV Государственной Думы Бубликов, Александр Александрович (1875—1941).

Почётными гражданами Шадринска были и являются в настоящее время многие достойные люди, как умершие, так и ныне живущие, в том числе это:
| №  | ФИО                                    | Годы жизни              | Год присвоения почетного гражданства |
| -- | -------------------------------------- | ----------------------- | ------------------------------------ |
| 1  | Шлыков, Георгий Тихонович              | 18.11.1917 — 19.05.1986 | 1967                                 |
| 2  | Никитин, Пётр Петрович                 | 22.08.1895 — 10.04.1982 | 1967                                 |
| 3  | Крылова, Ефросинья Семёновна           | 08.07.1903 — 04.02.1986 | 1967                                 |
| 4  | Демина, Мария Семёновна                | 11.07.1895 — 12.01.1985 | 1967                                 |
| 5  | Охулков, Иван Матвеевич                | 15.08.1925 — 01.03.1990 | 1970                                 |
| 6  | Клеванцов, Пётр Ильич                  | 18.09.1911 — 03.08.1986 | 1972                                 |
| 7  | Мальцев, Терентий Семёнович            | 10.11.1895 — 11.08.1994 | 1975                                 |
| 8  | Кузнецов, Илья Павлович                | 02.08.1930 — 09.05.1998 | 1984                                 |
| 9  | Садовская, Тамара Семёновна            | 03.02.1923 — 03.10.2009 | 1987                                 |
| 10 | Чувашкина, Анна Васильевна             | 16.12.1926 — 19.08.1998 | 1987                                 |
| 11 | Даурцев, Иван Васильевич               | 27.12.1921 — 27.02.2003 | 1987                                 |
| 12 | Соболев, Анатолий Александрович        | 18.08.1925 — 15.07.1996 | 1987                                 |
| 13 | Плотникова, Анриетта Всеволодовна      | 05.04.1935 — 01.04.2017 | 1987                                 |
| 14 | Заговеньев, Анатолий Иванович          | 19.03.1918 — 13.07.1997 | 1995                                 |
| 15 | Рылкин, Алексей Иванович               | 08.09.1927 — 03.04.2008 | 1995                                 |
| 16 | Петров, Фока Михайлович                | 22.07.1915 — 20.12.2002 | 1995                                 |
| 17 | Карпов, Альберт Фёдорович              | 20.10.1926 — 17.11.2020 | 1995                                 |
| 18 | Боброва, Татьяна Васильевна            | 20.04.1907 — 18.01.1997 | 1996                                 |
| 19 | Осинцев, Леонид Петрович               | 27.09.1934 — 06.01.2006 | 1997                                 |
| 20 | Виноградов, Александр Михайлович       | 12.09.1936              | 1998                                 |
| 21 | Иовлева, Виктория Николаевна           | 17.02.1935              | 1998                                 |
| 22 | Юровских, Василий Иванович             | 25.12.1932 — 26.04.2007 | 1999                                 |
| 23 | Дубровских (Чувашева), Вера Михайловна | 25.01.1959              | 1999                                 |
| 24 | Ефименко, Юрий Петрович                | 04.05.1940 — 11.10.2015 | 2000                                 |
| 25 | Гаев, Игорь Михайлович                 | 26.06.1932 - 08.01.2021 | 2000                                 |
| 26 | Славинская, Светлана Валентиновна      | 17.03.1938              | 2000                                 |
| 27 | Прокопьев, Владимир Александрович      | 20.06.1944 - 17.11.2021 | 2004                                 |
| 28 | Власов Александр Владимирович          | 07.08.1946              | 2004                                 |
| 29 | Стельмах, Леонид Иванович              | 09.02.1941 - 13.02.2021 | 2005                                 |
| 30 | Долженко, Валентин Данилович           | 15.04.1937              | 2006                                 |
| 31 | Федорова, Людмила Петровна             | 09.10.1948              | 2007                                 |
| 32 | Колотушкин, Владимир Сергеевич         | 09.06.1952              | 2007                                 |
| 33 | Весич, Владимир Григорьевич            | 16.09.1936              | 2008                                 |
| 34 | Барабанова, Ангелина Владимировна      | 23.08.1946              | 2008                                 |
| 35 | Куликов, Геннадий Фёдорович            | 07.07.1946              | 2009                                 |
| 36 | Нидзий, Николай Андреевич              | 20.04.1951              | 2009                                 |
| 37 | Шадрин, Анатолий Александрович         | 15.05.1936 — 12.02.2012 | 2011                                 |
| 38 | Шилов, Геннадий Борисович              | 29.07.1941 — 18.05.2024 | 2011                                 |
| 39 | Соколова, Фания Гилязутдиновна         | 20.03.1952              | 2012                                 |
| 40 | Новикова, Людмила Николаевна           | 31.01.1951              | 2013                                 |
| 41 | Ляховская, Людмила Васильевна          | 17.03.1948 — 09.08.2013 | 2013                                 |
| 42 | Охулков, Виктор Александрович          | 27.05.1954 — 12.12.2015 | 2014                                 |
| 43 | Порубов, Валерий Викторович            | 31.08.1954              | 2014                                 |
| 44 | Азанов, Сергей Васильевич              | 02.04.1952              | 2015                                 |
| 45 | Стеблев, Евгений Борисович             | 18.05.1948              | 2015                                 |
| 46 | Долгушин, Виктор Борисович             | 14.08.1948              | 2016                                 |
| 47 | Туев, Николай Леонидович               | 16.02.1955              | 2016                                 |
| 48 | Баранов, Владимир Олегович             | 15.09.1950 - 19.07.2023 | 2017                                 |
| 49 | Морковкин, Николай Евгеньевич          | 07.01.1952              | 2018                                 |
| 50 | Рожков, Евгений Васильевич             | 05.01.1948              | 2018                                 |
| 51 | Кокорин, Алексей Геннадьевич           | 01.03.1961              | 2019                                 |
| 52 | Степанова, Ольга Георгиевна            | 16.12.1959              | 2019                                 |
| 53 | Мазур, Валерий Григорьевич             | 19.05.1961              | 2022                                 |
| 54 | Попов, Андрей Николаевич               | 20.04.1975              | 2022                                 |
| 55 | Максимов, Сергей Александрович         | 08.03.1961              | 2022                                 |
| 56 | Строганова, Любовь Николаевна          | 29.11.1959              | 2022                                 |
| 57 | Гришина, Ольга Васильевна              | 1946                    | 2023                                 |
| 58 | Крючков, Леонид Сергеевич              | 20.10. 1957             | 2023                                 |
| 59 | Борисов, Сергей Борисович              | 11.11. 1963             | 2024                                 |
| 60 | Зайцев, Виталий Евламьевич             | ????                    | 2025                                 |
| 61 | Титов, Александр Борисович             | ????                    | 2025                                 |
| 62 | Пушкарева, Надежда Николаевна          | ????                    | 2025                                 |
| 63 | Юровских, Николай Михайлович           | ????                    | 2025                                 |

24 августа 2022 года, в Центральной библиотеке им. А. Н. Зырянова состоялось мероприятие, посвященное открытию информационного стенда «Почётные граждане города Шадринска». Проект по созданию стенда был реализован благодаря спонсорской помощи депутата Курганской областной Думы, генерального директора «ШДСК-2», Почётного гражданина города Шадринска Валерия Порубова. Также участие в создании информационного стенда принимали: Владимир Злодеев, Иван Носов и редакция журнала «Мое Зауралье». Стенд создан в двух экземплярах. Один находится в центральной библиотеке, а второй передан в музей им. В. П. Бирюкова.